# Politique au Niger
Depuis le coup d'État du 26 juillet 2023, le président Mohamed Bazoum est destitué, les institutions sont dissoutes et la constitution suspendue. Le pouvoir est assuré par une junte militaire nommée Conseil national pour la sauvegarde de la patrie et dirigée par Omar Tiani.

## Situation constitutionnelle
Jusqu'au coup d'État de 2023, la constitution de la République du Niger était celle adoptée par le référendum du 31 octobre 2010 et promulguée le 25 novembre 2010. Il s'agit de la 7e constitution. Le but de cette constitution, dont l'adoption intervient pendant la période de transition qui fait suite au coup d'État de février 2010, est de faciliter le retour à une situation démocratique normale.
Le président de la République est le chef de l'État et le premier ministre est le chef du gouvernement. Le système politique autorise les partis politiques. Le pouvoir exécutif est aux mains du gouvernement et le pouvoir législatif est à la fois détenu par le gouvernement et par l'Assemblée nationale nigérienne. Le pouvoir judiciaire est indépendant des deux autres pouvoirs.
Le 26 juillet 2023, les militaires déclarent la constitution suspendue.

### Pouvoir exécutif
Entre 2021 et 2023, le président est Mohamed Bazoum, élu le 21 février 2021 avec près de 56 % des voix. Il succède le 2 avril à Mahamadou Issoufou, élu en mars 2011.
Selon les termes de la constitution de la septième République, le président est élu au suffrage universel pour un mandat de cinq ans. Le Premier ministre est nommé par le président.

### Pouvoir législatif
Lors de la septième République, l'Assemblée nationale du Niger est le parlement monocaméral. L'assemblée compte 171 sièges, ses membres sont élus pour un mandat de cinq ans. Le pays est divisé en 8 circonscriptions qui élisent plusieurs députés sur un mode proportionnel pour un total de 158 députés. Le seuil minimal pour qu'un parti puisse avoir un député est de 5 %. Huit circonscriptions spéciales sont prévues pour représenter des minorités nationales et cinq circonscriptions sont prévues pour les Nigériens vivant à l'étranger : dans chacune, l'élection se fait au scrutin uninominal majoritaire.
Pour tenir compte de la croissance démographique du pays, le nombre de députés est passé de 83 (dont 8 sièges spéciaux) à 113 lors des législatives de 2004. Puis de 113 à 171 pour les élections législatives de 2016.
Hama Amadou, le président du Mouvement démocratique nigérien pour une fédération africaine (MoDeN/FA), était le président de l'Assemblée nationale jusqu'en 2013, date à laquelle il fut remplacé à la suite d'une mésentente avec la majorité présidentielle qui l'a conduit à l'exil.

### Pouvoir judiciaire
Le pouvoir judiciaire nigérien est composé de quatre hautes cours :
- la cour d'appel ;
- la cour suprême ;
- la haute cour de justice et
- la cour de sécurité de l'État.

## Divisions administratives
Le pays est actuellement divisé en 8 régions (Agadez, Diffa, Dosso, Maradi, Niamey, Tahoua, Tillaberi, Zinder), elles-mêmes subdivisées en 36 districts (départements).
L'administrateur en chef de chaque unité territoriale est désigné par le gouvernement et fonctionne tout d'abord comme l'agent local des autorités centrales.
Les pouvoirs administratifs sont ensuite idéalement distribués entre 256 communes, conseils locaux, ce qui se rapprocherait le plus d'une ville au Niger (mobilité de la population Touareg).
La Constitution prévoit également des élections populaires d'officiels locaux et municipaux, supposées prendre place après la commune entente des différents intérêts politiques sur un plan gouvernemental de décentralisation.

## Organisations internationales
Le Niger est membre des organisations internationales ou régionales suivantes :
- ACCT, ACP, AIÉA, BAD, BOAD, OMD, CEA, CÉDÉAO, Entente, FAO, G-77, BIRD, OACI, CPI, CISL, Mouvement international de la Croix-Rouge et du Croissant-Rouge, AID, BID, FIDA, IFC, OIT, FMI, Intelsat, Interpol, UIT, MINUJUSTH, Mouvement des non-alignés, OUA, OCI, OIAC, ONU, CNUCED, UNESCO, ONUDI, UPU, BCÉAO, UÉMOA, CMT, FSM, OMS, OMPI, OMM, OMT, OMC[5].

La Cédéao a décrété, le 30 juillet 2023, le gel des transactions financières et de services avec le Niger.

## Principaux partis politiques
- Mouvement national pour la société du développement ou MNSD-Nassara ;
- Parti nigérien pour la démocratie et le socialisme ou PNDS-Tarayya ;
- Convention démocratique et sociale ou CDS-Rahama ;
- Mouvement démocratique nigérien pour une fédération africaine ou Moden/FA Lumana ;
- Mouvement patriotique nigérien ou MPN-Kiishin Kassa.

La junte a muselé l'opposition en arrêtant plusieurs cadres du parti de Mohamed Bazoum, le PNDS-Tarayya.

#### 2020
- Mouvement M62 (2022)
- Coup d'État de 2023 au Niger, Conseil national pour la sauvegarde de la patrie (CNSP)
- Alliance des États du Sahel (AES, 2023)